# ألكان-يورت (سيسينيجا)
ألكان-يورت (بالروسية: Алхан-Юрт) هي مدينة في جمهورية الشيشان في روسيا.